# Suban (Tanjung Sakti Pumu)
Suban is een bestuurslaag in het regentschap Lahat van de provincie Zuid-Sumatra, Indonesië. Suban telt 956 inwoners (volkstelling 2010).